# More Passion Fodder
Albums de Orchestre rouge
Yellow Laughter
(1982) Des restes
(1984)
More Passion Fodder est le deuxième album du groupe de rock alternatif franco-américain Orchestre rouge, publié en 1983 sur le label RCA Records. L'album a été réédité en juin 2007 sur un double album contenant également Yellow Laughter. C'est l'un des premiers disque de rock à incorporer sur certains titres l'usage du violon. La pochette du disque est l'œuvre du peintre Ricardo Mosner.
Il est à noter que c'est le titre de cet album de Theo Hakola qui déterminera le nom de son groupe suivant les Passion Fodder.

## Liste des titres de l'album
| No | Titre                                       | Durée |
| -- | ------------------------------------------- | ----- |
| 1. | Seconds Grate                               |       |
| 2. | Where Family Happens                        |       |
| 3. | Chief Joseph Heinmot Tooyalaket             |       |
| 4. | The Perfect Drunk                           |       |
| 5. | Think of All the Starving Children in India |       |
| 6. | Catholic Eyes                               |       |
| 7. | Red Orange Blue (part two)                  |       |
| 8. | Saleté                                      |       |
| 9. | A Scent Versur a War                        |       |

## Musiciens ayant participé à l'album
- Theo Hakola - chant, guitare
- Pierre Colombeau - guitare
- Denis Goulag - guitare
- Pascal des A - basse
- Pascal Normal